# Days like this (Krezip)
Days like this is het tweede studioalbum van de Nederlandse popband Krezip. Het album kwam uit in oktober 2002 op het label van Warner Music. Na het succes van het album Nothing less bracht Krezip dit album uit als opvolger. Van dit album zijn de nummers You can say, Promise en de akoestische versie van Mine uitgebracht als single. Van deze nummers heeft Promise de hoogste hitnotering gehad met een 16e plaats in de Nederlandse Top 40.

## Nummers
1. "You Can Say" - 3:04
2. "Take It Baby" - 3:10
3. "Gentle" - 3:27
4. "Promise" - 3:23
5. "What It Takes" - 2:56
6. "Days Like This" - 3:27
7. "Don't You Feel Afraid" - 4:02
8. "For Sure" - 3:31
9. "Mine" - 3:18
10. "There It Goes" - 2:50
11. "More Than This" - 3:17
12. "That'll Be Me" - 2:55

## Artiesten
- Jacqueline Govaert - Zang
- Anne Govaert - Gitaar
- Joost van Haaren - Basgitaar
- Annelies Kuijsters - Toetsen
- Thomas Holthuis - Drums
- Thijs Romeijn - Gitaar